# Králický Sněžník (národní přírodní rezervace)

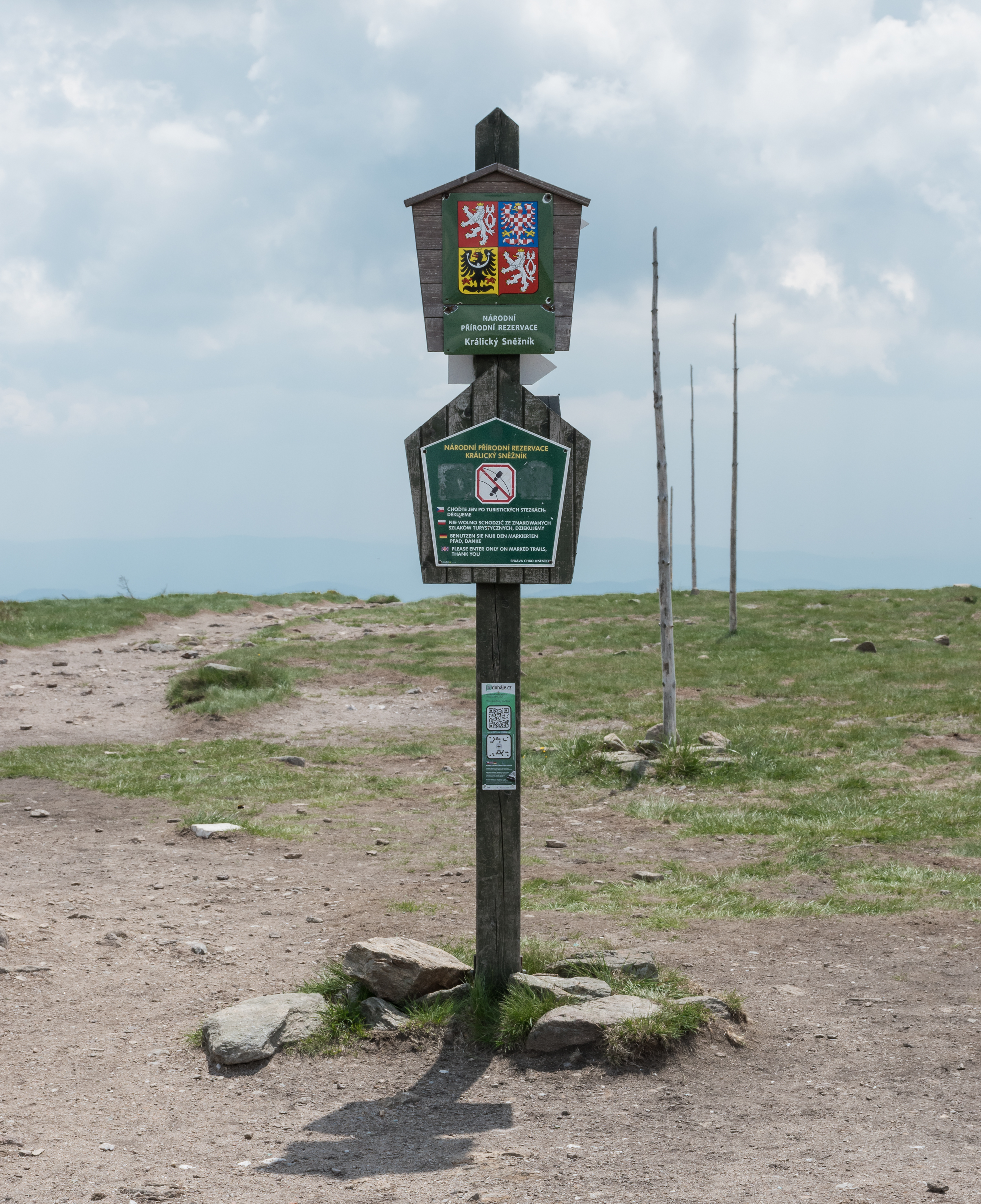
Národní přírodní rezervace Králický Sněžník

Národní přírodní rezervace Králický Sněžník byla vyhlášena v roce 1990 na ploše 1694,67 ha a s ochranným pásmem 1371,24 ha. Rezervace leží na území Pardubického kraje a Olomouckého kraje. Vlastní rezervace zahrnuje horu Králický Sněžník, malou část západního hřebene po Malý Sněžník a větší část východního hřebene. Podobnou rozlohu má i navržená evropsky významná lokalita Králický Sněžník.

## Historie
V roce 2013 bylo území znovu vyhlášeno v nových hranicích, během vyhlášení došlo k propojení dvou oddělených částí chráněného území v oblasti Malého Sněžníku do kompaktní plochy. Současně byla oblast pod vrchem Slamník ze zvláštní péče vyjmuta.

## Přírodní poměry

### Rostlinná společenstva
Při vrcholu Králického Sněžníku je zhruba od nadmořské výšky 1350 m (v lavinové dráze i níže) vyvinuto primární alpínské bezlesí. Na exponovaných místech s mělkou půdou, kde se v zimě udrží jen nízká sněhová pokrývka, najdeme vyfoukávané alpínské trávníky (sv. Juncion trifidi) a alpínská vřesoviště (subas. Cetrario-Festucetum supinae callunetosum). V mírných depresích vrcholové plošiny se vyskytují maloplošně zapojené alpínské trávníky (sv. Nardion). Na závětrných svazích s hlubší půdou s vysokou sněhovou pokrývkou (včetně lavinové dráhy) jsou často rozsáhlé plochy vysokostébelných alpínských trávníků (hlavně sv. Calamagrostion villosae), na vlhčích místech s dominancí metlice trsnaté (Deschampsia cespitosa), na sušších živinami chudších místech dominuje třtina chloupkatá (Calamagrostis villosa) a na sušších místech živinami bohatších potom třtina rákosovitá (Calamagrostis arundinacea). Při horní hranici lesa roste také subalpínská brusnicová vegetace s dominantní brusnicí borůvkou (as. Festuco supinae-Vaccinietum myrtilli). Zvláště při Moravě v lavinové dráze je vyvinuta subalpínská kapradinová niva (sv. Dryopterido-Athyrion) s dominancí papratky alpínské (Athyrium distentifolium). Jsou zde také četná kamenná moře a skály, oboje najdeme i pásmu lesa.
V nadmořských výškách asi 1100–1350 m se rozkládají rozsáhlé horské smrčiny, často i pralesovitého charakteru. Jedná se hlavně o horské třtinové smrčiny (sv. Piceion exelsae). Na vlhkých úživnějších místech jsou nahrazeny papratkovými smrčinami (sv. Athyrio alpestris-Piceion). Na východním hřbetu je několik otevřených vrchovišť (sv. Oxycocco-Empetrion hermafroditi), která jsou obklopena rašelinnými smrčinami (as. Sphagno-Piceetum). V nižších nadmořských výškách, pod 1100 m jsou potenciální přirozenou vegetací (až na výjimky) bučiny. Původně to byly smíšené lesy s dominancí buku lesního, jedle bělokoré, smrku ztepilého a místy byl přítomen i javor klen. V minulosti byly však z větší části přeměněny člověkem na smrkové monokultury, které často nyní trpí imisemi. Většinou se jedná o acidofilní bučiny čili kyselé bučiny (sv. Luzulo-Fagion). Jen málo na krystalických vápencích (a na hlubších půdách i jinde) se jedná o květnaté bučiny (sv. Fagion). Velmi maloplošně v roklích při potocích a na prameništích najdeme horské klenové bučiny (podsv. Acerenion).

### Flora
Na území Králického Sněžníku roste mnoho druhů vzácných i běžných horských rostlin. Cenný je výskyt vysokohorských jestřábníků z okruhu jestřábníku alpského i jiných. Mezi nimi je i endemit Králického Sněžníku jestřábník sněžnický (Hieracium nivimontis). V subalpínském stupni dominuje několik druhů trav (v závislosti na podmínkách mikrolokality), např. metlice trsnatá (Deschampsia cespitosa), metlička křivolaká (Avenella flexuosa), třtina chloupkatá (Calamagrostis villosa), smilka tuhá (Nardus stricta), kostřava nízká (Festuca supina), lipnice širolistá (Poa chaixii), bojínek švýcarský (Phleum rhaeticum) aj. Z dalších rostlin zde běžně rostou např. brusnice borůvka (Vaccinium myrtillus), brusnice brusinka (Vaccinium vitis-idaea), vřes obecný (Calluna vulgaris), ostřice Bigelowova (Carex bigelowii), bika hajní měděná (Luzula luzuloides subsp. rubella) atd. Relativně běžná je také violka žlutá sudetská (Viola lutea subsp. sudetica) a mochna zlatá (Potentilla aurea), naopak velice vzácný je dnes prasetník jednoúborný (Hypochaeris uniflora) a kokrhel sličný (Rhinathus pulcher). Sasanka narcisokvětá (Anemone narcisiflora), stejně jako šabřina tatarská (Conioselinum tataricum) už asi zcela na Králickém Sněžníku vymizely. V posledních desetiletích také výrazně ubyl zvonek vousatý (Campanula barbata), který v ČR roste jen v Hrubém Jeseníku a na Králickém Sněžníku. Podobné rozšíření má také vzácná tráva ovsíř dvouřízný (Helictotrichon planiculmis). Sítina trojklaná (Juncus trifidus) roste na Králickém Sněžníku pouze na Vlaštovčích kamenech. V přirozených smrčinách roste hojně několik málo druhů, např. brusnice borůvka, třtina chloupkatá nebo metlička křivolaká, relativně častá je na vlhčích místech i bika lesní (Luzula sylvatica), s nižší pokryvností zde uvidíme sedmikvítek evropský (Trientalis europaea), čípek objímavý (Streptopus amplexifolius), podbělici alpskou (Homogyne alpina). Zvláště na vlhčích místech jsou hojné kapradiny, např. kapraď samec (Dryopteris filix-mas), kapraď širolistá (Dryopteris dilatata), papratka samice (Athyrium filix-femina), žebrovice různolistá (Blechnum spicant), zvláště ve vysokohorských nivách papratka alpinská (Athyrium distentifolium), v bučinách je častý i bukovník kapraďovitý (Gymnocarpium dryopteris) nebo bukovinec osladičovitý (Phegopteris connectilis). V kapradinových nivách roste také mléčivec alpský (Cicerbita alpina), kamzičník rakouský (Doronicum austriacum), mnohem vzácnější je stračka vyvýšená (Delphinium elatum). Na vlhkých místech zde můžeme vidět 2 druhy modrokvětých omějů, oměj šalamounek (Aconitum plicatum) a oměj pestrý (Aconitum variegatum). Na horských prameništích roste violka dvoukvětá (Viola biflora), mokrýš střídavolistý (Chrysosplenium alternifolium), ptačinec hajní (Stellaria nemorum), velmi vzácná je řeřišnice hořká Opicova (Cardamine amara subsp. opizii). V kyselých bučinách je bylliné patro chudé a rostou tam často některé druhy vyjmenované u kyselých smrčin. V květnatých bučinách je častá kyčelnice devítilistá (Dentaria enneaphyllos), bažanka vytrvalá (Mercurialis perennis), svízel vonný čili mařinka vonná (Galium odoratum), v nižších polohách i lilie zlatohlávek (Lilium martagon). Na rašeliništích východního hřbetu roste hojně suchopýr pochvatý (Eriophorum vaginatum), brusnice vlochyně (Vaccinium uliginosum), klikva bahenní (Oxycoccus palustris), mnohem vzácnější je bradáček srdčitý (Listera cordata) nebo kyhanka sivolistá (Andromeda polifolia). Pouze na mramorové skále na polské straně roste tráva pěchava tatranská (Sesleria tatrae), jedná se o jediný výskyt mimo Karpaty. Na mramorech polské strany najdeme i hlaváč lesklý (Scabiosa lucida), kapradinu Braunovu (Polystichum braunii), kruštík tmavočervený (Epipactis atrorubens), okrotici bílou (Cephalanthera damasonium) a další. V pohoří Králický Sněžník roste ještě mnoho dalších výše nevyjmenovaných druhů rostlin.

### Fauna
V oblasti Králického Sněžníku žije mnoho druhů živočichů. Z větších býložravců to je např. jelen lesní nebo srnec obecný. Můžeme zde spatřit i nepůvodní druh kamzíka horského, který sem přešel ze sousedních Jeseníků, kde byl vysazen. Z šelem je hojná liška obecná, vzácnější je jezevec lesní. Větší šelmy, jako medvěd hnědý, vlk nebo rys ostrovid, byly v minulosti silně pronásledovány člověkem (a jsou pronásledovány i v současnosti), proto byly na Králickém Sněžníku zcela vyhubeny. V posledních letech však byl potvrzen výskyt zatoulaných jedinců, původem asi z Karpat. Žije zde ale mnoho menších savců. Několik druhů netopýrů vyhledává místní jeskyně. Vzácný chladnomilný hlodavec je myšivka horská. Můžeme zde potkat i mnoho druhů ptáků. V dnešní době je relativně častý krkavec velký nebo datel černý, ze vzácných šplhavců byl zaznamenán i datlík tříprstý. Svou bílou náprsenku je nápadný kos horský, v subalpínském stupni hnízdí pěvuška podhorní. Z drobných pěvců je běžná sýkora uhelníček nebo králíček obecný, u vodních toků můžeme spatřit skorce vodního. Žije zde i vzácný lesní kur jeřábek lesní a snad i tetřívek obecný, tetřev hlušec už zcela vymizel, ale v posledních letech probíhá na Králickém Sněžníku pokus o jeho reintrodukci. Ze sov zde žije např. kulíšek nejmenší nebo sýc rousný, puštík obecný a výr velký. Běžná je sojka obecná, ale hnízdí zde i ořešník kropenatý. Žije zde i mnoho druhů bezobratlých živočichů a dalších skupin obratlovců.

## Důvody vyhlášení evropsky významné lokality Králický Sněžník
Předmětem ochrany je více typů biotopů. Jedná se hlavně o různé typy subalpínské vegetace, silikátové sutě a skály, jeskyně nepřístupné veřejnosti, vrchoviště, rašelinné smrčiny, horské smrčiny a acidofilní bučiny.